# Národní a univerzitní knihovna Islandu
Národní a univerzitní knihovna Islandu (islandsky: Landsbókasafn Íslands – Háskólabókasafn) je národní knihovnou Islandu a zároveň univerzitní knihovnou Islandské univerzity. Sídlí v Reykjavíku. Vznikla 1. prosince 1994 sloučením Národní knihovny (založena roku 1818) a Univerzitní knihovny (založena 1940). V roce 1994 získala knihovna také novou budovu, která byla speciálně pro ni postavena. Stavba trvala šestnáct let. Budova se nazývá Þjóðarbókhlaðan, nabízí 13 000 metrů čtverečních užitné plochy. Stojí poblíž hlavního kampusu Islandské univerzity a Islandského národního muzea. Národní knihovna je největší knihovnou na Islandu s asi milionem položek. Obsahuje téměř všechna písemná díla, která kdy byla vydána na Islandu. Vlastní také 15 000 rukopisů. Nejstarší pergamenové rukopisy pocházejí z doby kolem roku 1100 a patří mezi nejstarší příklady psané islandštiny. Knihovna má právo povinného výtisku. Od roku 2001 rovněž uchovává snímky všech webových stránek s národní doménou .is. Studenti všech vysokých škol dostávají čtenářský průkaz zdarma, ostatní uživatelé musí uhradit malý poplatek. Právní postavení knihovny určuje zákon z roku 2011. Je řízena ministerstvem školství, vědy a kultury, které volí knihovní radu sestávající ze sedmi členů a národního knihovníka.